# ウセルカラー
ウセルカラーとは、エジプト第6王朝の2代ファラオである。

## 生涯
前王テティの子として生まれる。前2333年頃、テティの護衛兵士達と共にテティの暗殺計画を練り、この計画は成功し、父テティを殺した。
ウセルカラーは目論見通りファラオに即位し、統治したが、ウセルカラーは政権を安定させることに失敗。結局彼は1年足らずで兄ペピ1世により王位を失った。